# موزه تخصصی حکیم عمر خیام
موزه تخصصی خیام در نزدیکی آرامگاه عمر خیام در نیشابور قرار دارد. در سال ۱۳۷۶ ساخته و در ۲۸ اردیبهشت ۱۳۷۹ بازگشایی شد و مالکیت آن دولتی است. زمینه اصلی فعالیت تخصصی این موزه ابزار و ادوات مربوط علم نجوم است. تندیس حکیم عمر خیام نیشابوری در محوطهٔ این موزه قرار دارد.
موزه خیام شامل چهار بخش است:
- بخش اول:آثار مربوط به نجوم، شامل ابزار آلات رصد و ستاره‌شناسی، اسطر لاب، انواع قطب نماها و صور فلکی
- بخش دوم:ظروف مفرغی و فلزی معاصر با خیام از قرن پنجم تا هفتم هجری.
- بخش سوم:شامل ظروف سفالین لعابدارمربوط به قرون سوم تا هفتم هجری قمری.
- بخش چهارم:شامل نسخ خطی، نسخ خطی نجوم و تابلوهای مربوط به حکیم عمر خیام.